# Барон Грей из Ротерфилда
Барон Грей из Ротерфилда (англ. Baron Grey of Rotherfield) — английский аристократический титул, созданный в 1338 году для сэра Джона де Грея, главной резиденцией которого был Ротерфилд в Оксфордшире. Отца Джона, носившего то же имя, вызывали в парламент как лорда в 1297 году, но за ним этот титул не закрепился. Перешёл в состояние ожидания в 1388 года, когда ротерфилдская ветвь Греев угасла.
Носители титула
- Джон де Грей, барон Грей из Ротерфилда (приблизительно 1271—1311)[1][2]
- Джон де Грей, 1-й барон Грей из Ротерфилда (1300—1359)[3][4][5]
- Джон де Грей, 2-й барон Грей из Ротерфилда (1319—1375)[1]
- Бартоломью де Грей, 3-й барон Грей из Ротерфилда (1351—1376)[1]
- Роберт де Грей, 4-й барон Грей из Ротерфилда (умер в 1388)[1].